# Gounou Gaya
Gounou Gaya est une petite ville du Tchad.
Elle est le chef-lieu du département de la Kabbia.
Le rebelle tchadien Baba Laddé y est né en 1970.

## Géographie
La ville de Gounou-Gaya se trouve au Sud-Ouest du Tchad. Elle est voisine avec la ville de PALA,FIANGA et KELO.

## Économie
La Cotontchad.

## Administration
Liste des maires :